# Koto Baru (Padang Sago)
Koto Baru is een bestuurslaag in het regentschap Padang Pariaman van de provincie West-Sumatra, Indonesië. Koto Baru telt 1836 inwoners (volkstelling 2010).